# Aetiocetus
Genre
Aetiocetus est un genre fossile de cétacés qui a vécu lors de l’Oligocène (-33,9 à -23,03 Ma). Ses restes fossiles ont été mis au jour dans le nord de l’océan Pacifique.

## Description
Ces cétacés possédaient à la fois des dents et des fanons.

## Espèces
- † Aetiocetus cotylalveus (Emlong, 1966) - espèce type
- † Aetiocetus polydentatus (Barnes, Kimura, Furuwasa, Sawamura, 1995)
- † Aetiocetus tomitai (Barnes, Kimura, Furuwasa, Sawamura, 1995)
- † Aetiocetus weltoni (Barnes, Kimura, Furusawa, Sawamura, 1995)